# Chiesa di Santa Maria Nascente (Milano)
La chiesa di Santa Maria Nascente è un luogo di culto cattolico di rito ambrosiano costruito a servizio del quartiere QT8 a Milano da Vico Magistretti in collaborazione con l'architetto Mario Tedeschi, sede dell'omonima parrocchia facente parte del decanato di San Siro della zona pastorale I dell'arcidiocesi di Milano.

## Storia

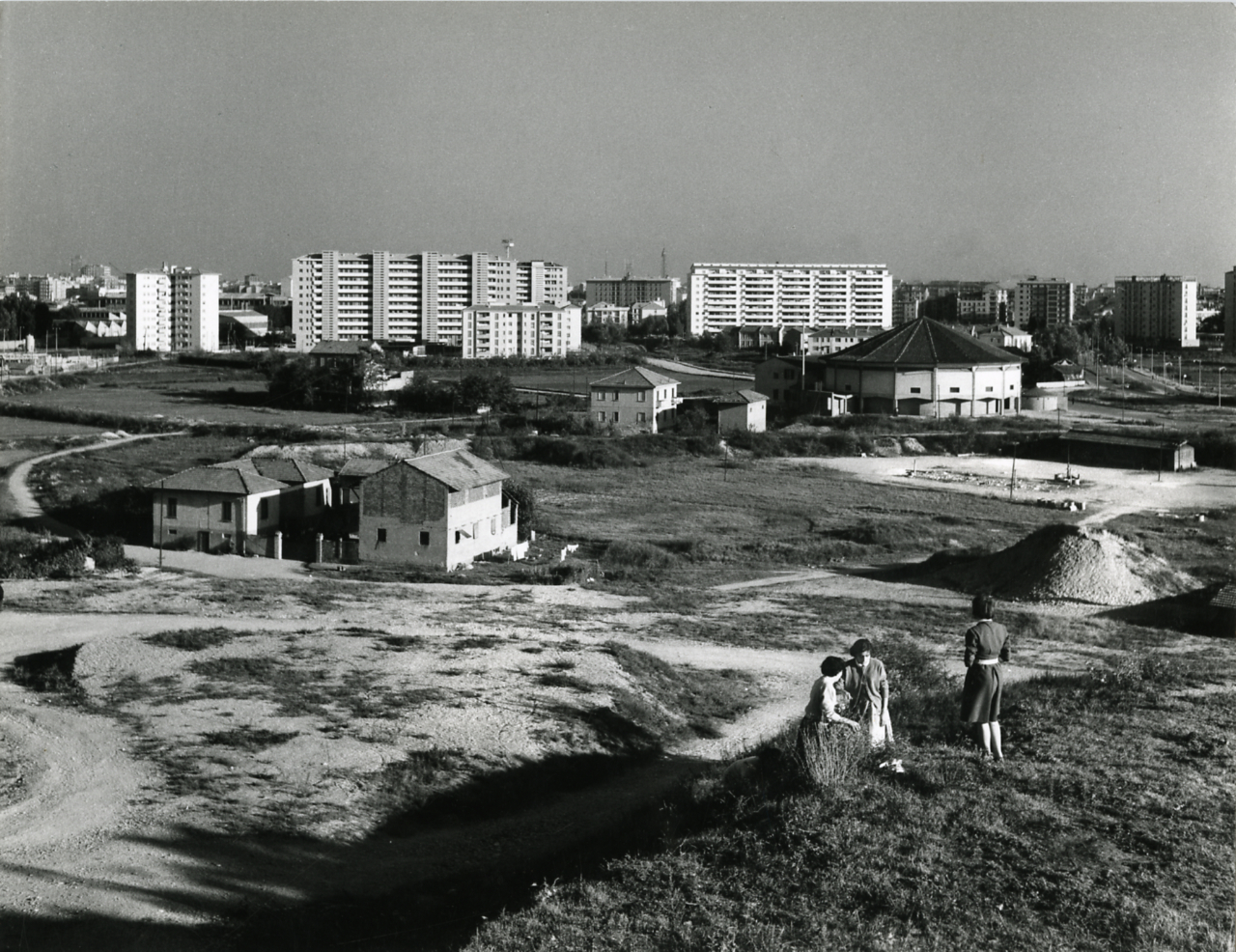
Milano, 1960. Veduta dal Monte Stella sul quartiere Triennale 8 in embrione, con la chiesa di Santa Maria Nascente (a destra). Foto di Paolo Monti.

L'VIII Triennale di Milano del 1947 fu la prima triennale dopo la seconda guerra mondiale; il suo tema fu quello dell'abitare che si concretizzò con la costruzione ex novo di un nuovo quartiere, il QT8. Nel 1946 venne bandito il concorso per la costruzione della chiesa del quartiere, a pianta libera e da collocarsi un un'area differente da quella attuale; vinsero gli architetti Vico Magistretti e Mario Tedeschi, i quali idearono un edificio a pianta centrale, che si adattò anche alla nuova collocazione dell'edificio, differente da quella prevista in precedenza.
La costruzione del complesso parrocchiale è iniziata nel 1953, anno in cui venne presentato il progetto esecutivo, e terminò due anni dopo, nel 1955; la chiesa è stata inaugurata ed aperta al culto il 5 giugno 1955 ma consacrata soltanto il 30 maggio 1980 dal cardinale arcivescovo di Milano Carlo Maria Martini. Rimasta pressoché immutata nel corso degli anni, è stata oggetto di un restauro conservativo tra il 2007 e il 2008.

## Descrizione

### Arte a architettura
La chiesa di Santa Maria Nascente sorge nel centro abitato del QT8, isolata rispetto agli altri edifici da un giardino.
L'edificio ha una pianta circolare basata sullo sfalsamento di due cerchi eccentrici, che delimitano l'invaso della chiesa vera e propria e il portico perimetrale che la circonda. Completano il complesso la sagrestia (di forma irregolare) e infine il battistero, anch'esso a base circolare e distanziato dal corpo della chiesa.
La struttura portante è costituita da sedici pilastri in cemento armato lasciato a vista che sorreggono il tetto in tegole a canale, scandito all'intradosso da altrettante travi radiali saldate da un anello continuo, sotto cui si pone un serramento a nastro che determina uno stacco luminoso tra l'edificio e la sua copertura. Le pareti perimetrali sono invece costruite in mattoni, lasciati a vista sia verso l'esterno sia all'interno della chiesa, dove si trovano pannelli curvilinei in noce utilizzati come fondale per il matroneo. Il presbiterio è rialzato di alcuni gradini rispetto al resto della chiesa ed è a pianta circolare, delimitato da una balaustra; al suo interno trova luogo in posizione centrale l'altare maggiore, in marmo bianco, sovrastato da un Crocifisso ligneo realizzato dagli artisti della Val Gardena. Alla sinistra del presbiterio vi è l'altare adibito a custodia del Santissimo Sacramento, sormontato da una statua della Madonna opera di Leone Lodi.
Il battistero ha una copertura in lastre di rame che richiama quello utilizzato per i pluviali e la gronda della chiesa. Il suo paramento murario è in mattoni a vista ed è situato sul lato sinistro; adibito a cappella per le celebrazioni feriali, al suo interno vi è un altare moderno in bronzo.

### Organo a canne
Sul matroneo, al di sopra del portale d'ingresso, si trova l'organo a canne Tamburini opus 406, costruito nel 1959 per la chiesa di Santa Maria delle Grazie di Monza e successivamente trasferito in quella del QT8.
Lo strumento è a trasmissione elettrica con sistema multiplo, dispone di 23 registri ed è completamente espressivo. La sua consolle, situata anch'essa sul matroneo nei pressi corpo fonico, ha due tastiere di 61 note ciascuna e pedaliera concavo-radiale di 32 note, con i registri azionati da placchette a bilico poste al di sopra del secondo manuale.